# Nikolai Șciukin
Nikolai Șciukin (în rusă Николай Николаевич Щукин; n. 15 iunie 1924, Armavir, RSFS Rusă, URSS – d. 25 iulie 1999, Moscova, Rusia) a fost un cântăreț rus.